# La Terre du Milieu : L'Ombre de la guerre
 (septembre 2019).
Si vous disposez d'ouvrages ou d'articles de référence ou si vous connaissez des sites web de qualité traitant du thème abordé ici, merci de compléter l'article en donnant les références utiles à sa vérifiabilité et en les liant à la section « Notes et références ».
La Terre du Milieu : L'Ombre de la guerre ou Shadow of War au Québec (Middle-Earth : Shadow of War) est un jeu vidéo d'action-aventure développé par Monolith Productions et édité par la Warner Bros. Interactive Entertainment sorti le 10 octobre 2017 sur PlayStation 4, Xbox One et Windows.
Il s'agit de la suite de La Terre du Milieu : L'Ombre du Mordor.

## Synopsis
Après avoir vaincu la Main Noire de Sauron, Talion et Celebrimbor décident de forger un nouvel Anneau Unique et de destituer le Seigneur des Ténèbres une fois pour toutes. En plus de leur capacité à recruter des orcs, ils auront des alliés inattendus, comme Arachne (Shelob), ou des survivants de Minas Ithil, afin de faire face aux innombrables armées de Sauron, et plus particulièrement à ses terribles Nazgûl et le Roi Sorcier.

## Personnages
Comme pour le premier volet, le personnage jouable est Talion (Troy Baker), ancien capitaine des Rôdeurs de la Porte Noire, lié au spectre de l'elfe Ñoldor Celebrimbor (Alastair Duncan). Tous deux tentent de se venger de Sauron (Steve Blum). Ils collaboreront notamment avec Arachne (Shelob) (Pollyanna McIntosh). Décrite comme une araignée dans le livre Les Deux Tours (1954), et montrée comme telle dans le film Le Seigneur des anneaux : Le Retour du roi (2003), elle prend également ici l'aspect d'une femme,,. 
Ils se rendront à Minas Ithil, dernier bastion du Gondor sur les terres du Mordor, assiégé par l'armée de Sauron où ils  rencontreront le Général Castamir (Travis Willingham), sa fille et sergente Idril (Nicole Tompkins) et le capitaine Baranor (Ike Amadi). Ils y feront également la rencontre d'Eltariel (Laura Bailey), une assassin elfe et « Lame de Galadriel » venue traquer les Nazgûl menée par le Roi-Sorcier d'Angmar (Matthew Mercer),.
Les autres personnages notables sont Brûz (Gideon Emery), un Olog-hai, Carnán (Toks Olagundoye), un esprit de la forêt, le nécromancien Zog (Nolan North), Ratbag (Phil LaMarr), un Orque laissé pour mort dans le premier jeu et Gollum (Liam C. O'Brien), toujours à la recherche de l'Anneau unique et sert d'espion pour Arachne,.

## Système de jeu
Ce jeu successeur à l'Ombre du Mordor propose de nombreuses mécaniques, des puissants capitaines orques se promèneront sur la carte alors que vous devrez les combattre et c'est là qu'intervient le système Némésis, ceux-ci se souviendront de vous et agiront selon vos interactions et s'adapteront aux coups que vous leur portez au combat lorsque vous les répétez. Vous pourrez ensuite les dominer afin de les recruter ou de les rabaisser, cette dernière option pouvant parfois faire sombrer ces capitaines dans la folie. Si ceux-ci acceptent de vous rejoindre vous pourrez leur attribuer des missions ou les faire combattre dans une arène ou bien encore les nommer chef d'assaut lorsque vous assiégez un fort adversaire.

## Accueil
- Jeuxvideo.com : 16/20[4] - 12/20 (iOS/Android)[5]